# Noelle Hannibal
Noelle Hannibal (* 29. Juli 1968 in Los Angeles, Kalifornien) ist eine US-amerikanische Musicaldarstellerin, Sängerin, Gitarristin, Film-, Fernseh- und Theaterschauspielerin sowie die Begründerin der Theatergesellschaft In The Wings Promotions.

## Leben
Hannibal wuchs als Tochter einer kanadischen Mutter in Los Angeles auf und war schon in sehr jungen Jahren in Musicals zu sehen. Ihr professionelles Bühnendebüt gab sie noch während sie die California State University, Northridge besuchte als Chrissy in einer Inszenierung des Musicals Hair im Heliotrope Theatre, Los Angeles. Sie zog dann nach Dublin in Irland, wo sie als Hilaret in dem Musical Lock Up Your Daughters auftrat und mit der The Bull Alley Theatre Company spielte. Zudem betätigte sie sich dort als Straßenmusikerin, wodurch sie für die Soul-Band The Way It Is entdeckt wurde. Sie ging mit der Band auf Tournee quer durch das Vereinigte Königreich und trat mit dieser auch mehrmals im Fernsehen auf. Danach trat sie der Band Christina Calls bei, später gründete sie ihre eigene Band. Sie zog dann nach Los Angeles zurück, um sich wieder ihrer Schauspielkarriere zuzuwenden. Es folgten Musicalauftritte als Velma Kelly in Chicago, als Mazeppa in Gypsy und als Gigi in Miss Saigon. Ihre Bühnenfähigkeiten schulte sie am Beverly Hills Playhouse, am The San Francisco Mime Troupe und mit dem Stimmtrainer Ron Anderson.
In den 1990er Jahren hatte sie etliche kleine Auftritte in verschiedenen Fernsehserien, so etwa in mehreren Folgen von Ellen (1994–1996), als eine taresianische Frau in Star Trek: Raumschiff Voyager (1997), als Detective in mehreren Folgen von Immer wieder Fitz (1997–1999) und als Dämon in Buffy – Im Bann der Dämonen (1999). Zudem war sie 1996 in Jonathan Frakes’ Science-Fiction-Film Star Trek: Der erste Kontakt zu sehen, in dem sie eine Vulkanierin spielte – die allererste, die die Erde besuchte.
Hannibal betätigt sich auch als Fotografin und lichtet in diesem Arbeitsgebiet hauptsächlich Musikbands und Schauspieler ab. Zuletzt zog sie nach Montreal, Kanada, wo sie 2011 ihre eigene Theatergesellschaft, die In The Wings Promotions, gründete. In The Wings Promotions erhielt bisher sechs BroadwayWorld Regional Theatre Awards, darunter die Auszeichnung für die „beste unabhängige Theatergesellschaft der Saison 2017–2018“. Zur Zeit wirkt Hannibal dort als Produzentin, Trainerin und Regisseurin sowie weiterhin als Darstellerin in musikalischen Theaterproduktionen, Konzerten und Kabaretten. Auch ist sie die Geschäftsführerin der Non-Profit-Organisation T3 Triple Threat, die sich der Bereicherung des Lebens von bedürftigen Jugendlichen durch die Künste widmet.
Ihr Debütalbum Somewhere in Between erschien 2011. Im März 2020 startete sie ihren eigenen Podcast Broadway Babies.

## Filmografie
Für alle genannten Produktionen erhielt sie keine Erwähnung in den Credits.
- 1987: Unter Null (Less Than Zero)
- 1994–1996: Ellen (Fernsehserie)
- 1996: Star Trek: Der erste Kontakt (Star Trek: Der erste Kontakt)
- 1997: Star Trek: Raumschiff Voyager (Star Trek: Voyager, Fernsehserie, eine Folge)
- 1997–1999: Immer wieder Fitz (Cracker, Fernsehserie)
- 1999: Buffy – Im Bann der Dämonen (Buffy the Vampire Slayer, Fernsehserie, eine Folge)